# Redipuglia
Redipuglia (Ridipùia in dialetto bisiaco; Redipulie in friulano; Sredipolje in sloveno), già Redipuja, è una frazione del comune di Fogliano Redipuglia, in provincia di Gorizia. È nota soprattutto per il sacrario militare, situato a est del centro abitato.

## Geografia fisica
Redipuglia è posta a un'altitudine media di 16 metri sul livello del mare, a circa 1,5 chilometri a sud del capoluogo Fogliano, a cui è collegata direttamente dalla strada regionale 305.

## Origini del nome
Il toponimo potrebbe derivare dal latino praedium Pullianum o Rodopuglum. Altre versioni lo fanno derivare dall'antico sloveno Rodopolje, poi Radopolia, che significa campo dissodato.
Secondo altre fonti, il nome deriva dal fatto che il colle di Redipuglia differisce dal resto delle alture carsiche in quanto forma una penisola che si protende nella pianura isontina: sredi (in mezzo) e polje (campo), dallo sloveno Sredipolje.

## Storia
In passato fu dominio della Repubblica di Venezia, al confine con la Contea di Gorizia e Gradisca in mano asburgica.

## Monumenti e luoghi d'interesse
- Sacrario di Redipuglia
- Chiesa parrocchiale di San Giacomo Apostolo

## Sport
Nella stagione 2008, il Rangers Redipuglia Baseball Club ha disputato il massimo Campionato italiano di baseball, retrocedendo al termine della stagione.